# Đảo độc đắc – Tử mẫu Thiên linh cái
Đảo độc đắc – Tử mẫu Thiên linh cái (hoặc Đảo độc đắc) là bộ phim điện ảnh kinh dị tâm linh bí ẩn và đen tối của Việt Nam năm 2022 do Lê Bình Giang đảm nhận vai trò đạo diễn. Bộ phim có sự tham gia của các diễn viên như Sam, Hoa hậu Tiểu Vy, Phương Lan, Trần Nghĩa, Trần Phong. Đây cũng là bộ phim điện ảnh đầu tay của Hoa hậu Tiểu Vy. Bộ phim được cho là phần sau của Thất sơn tâm linh.
Bộ phim chính thức được khởi chiếu tại Việt Nam vào ngày 23 tháng 12 năm 2022, cạnh tranh cùng với Thanh Sói - Cúc dại trong đêm và Avatar: Dòng chảy của nước. Trước đó, bộ phim cũng đã bị hoãn chiếu từ trước dịp Halloween, ngày 14 tháng 10.

## Sơ lược
Mở đầu, Đảo độc đắc: Tử Mẫu Thiên Linh Cái kể tiếp câu chuyện từng diễn ra trong phim Thất sơn tâm linh. Sau đó, phim tua nhanh đến hiện tại với bối cảnh thành phố.
Lúc này, Linh (Sam) đang gặp phải nhiều cơn ác mộng và liên tục bị ám ảnh về những ký ức không đẹp. Nhân dịp sinh nhật, cô được em gái là Kim (Tiểu Vy) cùng những người bạn thân rủ đến một hòn đảo biệt lập để giải khuây. Song tại đây, nhóm bạn liên tục xảy ra xích mích với nhau và gặp phải nhiều hiện tượng lạ. Khi xung đột tăng cao, bí mật của từng thành viên dần bị lật tẩy, mối liên hệ tâm linh giữa hòn đảo này và vùng Thất Sơn năm xưa ngày càng trở nên rõ nét.

## Diễn viên
- Sam vào vai Linh
- Tiểu Vy vào vai Kim
- Phương Lan vai Hà
- Trần Nghĩa vào vai Long
- Trần Phong vào vai Tâm
- Minh Dự vai Cường
- Hoàng Yến Chibi vai Sỏi
- Lê Huỳnh vai Bạc
- Thanh Tân vai Tín
- Tiết Cương vai ba Linh

## Sản xuất

### Âm nhạc
Tối ngày 13 tháng 12 năm 2022, ca khúc Ma Sói chính thức được công bố, đây cũng là nhạc phim của bộ phim do Hứa Kim Tuyền sáng tác và được thể hiện bởi Cara Phương và rapper Ngắn. Ca khúc được xác nhận là lấy cảm hứng từ trò chơi "ma sói" - một dạng board game để tìm ra những “kẻ thủ ác” đang ấn nấp.

### Quảng bá
Đến ngày 10 tháng 8, nhà sản xuất của bộ phim đã chính thức công bố loạt teaser mới cùng với khẩu hiệu "ác quỷ trở lại". Công bố bao gồm hai áp phích cùng một video kéo dài 1 phút 13 giây. Đảo độc đắc cũng là dự án điện ảnh đầu tiên của hoa hậu Tiểu Vy. Đến ngày 8 tháng 9, đơn vị sản xuất tiếp tục công bố loạt hình ảnh về nhân vật trong bộ phim.
Tối ngày 22 tháng 12 năm 2022, buổi công chiếu phim đã được tổ chức tại thành phố Hồ Chí Minh với sự tham gia của hơn 1.000 nghệ sĩ và khách mời. Tại sự kiện cũng đã có sự tham gia của nhiều nghệ sĩ nổi tiếng như: Lý Hải, Đại Nghĩa, Quyền Linh, Nguyễn Thúc Thùy Tiên, Đoàn Thiên Ân, Ninh Dương Lan Ngọc, Diệu Nhi, Hari Won, Jun Phạm, Erik,...

## Phát hành
Đảo độc đắc – Tử mẫu Thiên linh cái đã được xác nhận sẽ khởi chiếu tại Việt Nam từ ngày 14 tháng 10 để công chiếu vào dịp Halloween nhưng sau đó phải trì hoãn sang 23 tháng 12, dịp lễ Giáng sinh. Bộ phim được phát hành cùng thời điểm với nhiều phim chiếu rạp khác như Thanh Sói - Cúc dại trong đêm và bộ phim quốc tế nổi tiếng Avatar: Dòng chảy của nước.

## Đón nhận

### Doanh thu phòng vé
Đảo độc đắc - Tử mẫu Thiên linh cái được xem là phần tiếp theo của Thất sơn tâm linh được phát hành vào năm 2019. Kết thúc doanh thu tuần đầu tiên, bộ phim đã thu về 5,09 tỉ đồng với 61.724 vé, nhỉnh hơn bộ phim Việt Nam khác được chiếu cùng thời điểm là Thanh Sói - Cúc dại trong đêm, dẫn dầu doanh thu phim Việt Nam trong dịp lễ Giáng Sinh. Tuy nhiên, doanh thu của bộ phim vẫn thua xa bộ phim quốc tế khác là Avatar: Dòng chảy của nước.

### Đánh giá chuyên môn
Phóng viên Tống Khang của tờ ZingNews đã đánh giá bộ phim với điểm số trung bình và gọi phim là "mạnh tính giải trí nhưng ngôn nghê về kịch bản". Mặc dù bộ phim được đầu tư nhiều hơn những dự án kinh dị trước đó, nhưng vẫn chỉ mang tính chất giải trí. Việc xen lẫn hài nhảm, tâm lý và kinh dị kiến phim mất đi tính nhất quán. Tuy nhiên, Đảo độc đắc - Tử mẫu Thiên linh cái vẫn nhỉnh hơn nhiều dự án thảm họa phim Việt Nam gần đây.
Tạp chí Ngôi sao của tờ báo VnExpress đã đăng tải và gọi bộ phim có câu chuyện rất tiềm năng và sở hữu dàn diễn viên trẻ trung. Bộ phim mang hai tiểu thể loại trong dòng phim kinh dị là sát nhân và tâm linh, nhưng cả hai đều chưa làm được đến nơi đến chốn. Báo Tiền Phong có nhận định, "dù quy dụ dàn diễn viên nổi tiếng, [bộ phim] lại có cách xây dựng và dẫn dắt câu chuyện chưa thuyết phục" và "phim dài dòng và lê thê".